# Солоні
Солоні́ (рос. Солони) — селище у складі Верхньобуреїнського району Хабаровського краю, Росія. Входить до складу Сулуцького сільського поселення.

## Населення
Населення — 227 осіб (2010; 307 у 2002).
Національний склад (станом на 2002 рік):
- росіяни — 79 %